# (100391) 1995 WO17
(100391) 1995 WO17 es un asteroide perteneciente al cinturón de asteroides, descubierto el 17 de noviembre de 1995 por el equipo del Spacewatch desde el Observatorio Nacional de Kitt Peak, Arizona, Estados Unidos.

## Designación y nombre
Designado provisionalmente como 1995 WO17.

## Características orbitales
1995 WO17 está situado a una distancia media del Sol de 2,376 ua, pudiendo alejarse hasta 2,852 ua y acercarse hasta 1,901 ua. Su excentricidad es 0,200 y la inclinación orbital 1,730 grados. Emplea 1338 días en completar una órbita alrededor del Sol.

## Características físicas
La magnitud absoluta de 1995 WO17 es 16,6.